# Герхард VI фон Диц
Герхард VI фон Диц (на немски: Gerhard VI (IV, V) von Diez; * ок. 1298; † 17 януари или 17 октомври 1343) е предпоследният граф на Графство Диц (1332 – 1343).
Той е син на граф Готфрид III фон Диц († сл. 1348) и съпругата му Агнес фон Изенбург (* 1274). Внук е на граф Герхард III фон Диц († сл. 1306) и Елизабет фон Сайн († 1308).
Сестра му Анна фон Диц (* ок. 1306; † сл. 1343/1352) се омъжва за Зигфрид VI фон Рункел († 1342) и сл. 1342 г. за Емих II фон Насау-Хадамар († 1359), син на граф Емих I фон Насау-Хадамар и Анна фон Цолерн-Нюрнберг.
Графството Диц е наричано още от съвременниците им „Златно графство“ (Goldene Grafschaft). От 1332 г. Герхард VI управлява за баща си Готфрид III фон Диц, който не може да управлява и от 1317 до 1332 г. е под опекунството на Емих фон Насау-Хадамар.
Герхард VI е убит на 17 октомври 1343 г. в битка с град Лимбург.
Чрез внучката му Юта (1368 – 1397) собствеността отива на нейния съпруг от 1384 г. граф Адолф фон Насау-Диленбург († 1420).

## Фамилия
Герхард VI фон Диц се жени пр. 1324 г. (или пр. 26 юни 1332 г.) за графиня Юта фон Насау-Хадамар (* ок. 1300; † 10 ноември 1370), дъщеря на граф Емих I фон Насау-Хадамар и Анна фон Цолерн-Нюрнберг. Те имат четири деца:
- Герхард V (VII) (* 1347/1348; † сл. 1388), от 1343 г. последният граф на Диц, женен за Гертруд фон Вестербург († 14 август 1397), дъщеря на Райнхард I фон Вестербург († 1353) и Бехте фон Фалкенщайн († 1342). Родители на Юта, омъжена 1384 г. за граф Адолф фон Насау-Диленбург, който получава графство Диц
- Готфрид († сл. 1377) в свещен орден
- Йохан († сл. 1377/1 август 1367)
- Агнес (* пр. 1367; † 18 ноември 1399), омъжена между 12 ноември 1367 и 28 януари 1368 г. за граф Еберхард V фон Катценелнбоген († 1402), родители на Анна фон Катценелнбоген (* пр. 1383; † 1439)